# Ehrhard Schmidt
Ehrhard Schmidt (18 de mayo de 1863-18 de julio de 1946) fue un almirante de la Kaiserliche Marine (Marina Imperial Alemana) durante la I Guerra Mundial.

## Carrera
A la edad de 15 años ingresó en la marina y vio servicios en varias rama desde el mar o tierra. Entre ellos hubo puestos en misiones, como oficial comandante y en entrenamiento cadete. Su deseo de convertirse en comandante de un barco le fue concedido en 1901 cuando asumió el mando del crucero acorazado SMS Prinz Adalbert. Sostuvo ese mando hasta 1907. Entre 1908 y 1910 comandó el SMS Hessen de la clase Braunschweig y después fue promovido a contraalmirante para comandar el II Escuadrón de la Flota de Alta Mar. Después se hizo comandante de artillería naval.
En el inicio de la I Guerra Mundial, era comandante del IV Escuadrón, que constaba de los viejos buques de la clase Wittelsbach. Durante la batalla de Jutlandia, Schmidt comandó el I Escuadrón y lo usó como vanguardia para abrirse paso entre las líneas británicas por la noche. En 1917 condujo la Operación Albión, una tarea de las fuerzas especiales para la ocupación de las islas del mar Báltico de Saaremaa y Hiiumaa frente a la costa estonia. Por estos logros recibió la orden Pour le Mérite. A petición propia, se retiró en 1918 con el rango de Almirante à la Suite, y tras la Gran Guerra, como muchos otros de sus antiguos camaradas de edad similar, no se unió a la Reichsmarine. Permaneció leal al espíritu de la Marina Imperial.
Aparte de su nominación como Presidente Honorario de la Asociación Naval de Múnich (Marineverein München), fue nombrado Líder Honorario del Gau de Baviera.